# She Wolf
She Wolf (em português:  Loba) (intitulado como Loba em países hispânicos) é o oitavo álbum de estúdio e o sexto lançado mundialmente pela artista musical colombiana Shakira. O seu lançamento ocorreu em 9 de outubro de 2009, através da Epic Records e da Sony Music Latin. Musicalmente, o disco introduz uma mudança do pop latino e do pop rock, muito presentes nos discos anteriormente lançados por Shakira, para o electropop, com influências do folk e da música do mundo. Como produtoras executivas do álbum, Shakira e Amanda Ghost colaboraram com diversos profissionais, incluindo The Neptunes, John Hill, Wyclef Jean, Lukas Burton, Future Cut, Jerry Duplessis e Timbaland.
She Wolf recebeu em sua maioria análises positivas da mídia especializada, que prezou a natureza distinta do álbum e a originalidade de Shakira. Comercialmente, obteve um bom desempenho, atingindo a liderança nas tabelas da Argentina, da Irlanda, da Itália, do México e da Suíça, enquanto listou-se entre os cinco mais vendidos na Alemanha, na Espanha e  no Reino Unido. Nos Estados Unidos, estreou na posição de número quinze na Billboard 200, tornando-se o primeiro álbum de Shakira a não atingir as dez primeiras posições desde Dónde Están los Ladrones? (1998). Mundialmente, vendeu 4 milhões de cópias.
Para promover o disco, quatro singles foram lançados. O primeiro, a faixa-título, foi um sucesso comercial e alcançou as dez primeiras posições em vários países. "Did It Again" foi lançada mundialmente como o segundo single do disco, exceto nos Estados Unidos, onde o foi substituído por "Give It Up to Me"; ambos os singles alcançaram um desempenho moderado. A quarta e última faixa de trabalho foi "Gypsy", que obteve um bom desempenho. Como forma de divulgação do material, Shakira apresentou diversas faixas do disco em programas televisivos, e embarcou na turnê The Sun Comes Out em 2010, que também divulgou Sale el Sol, seu disco subsequente.

## Antecedentes e desenvolvimento

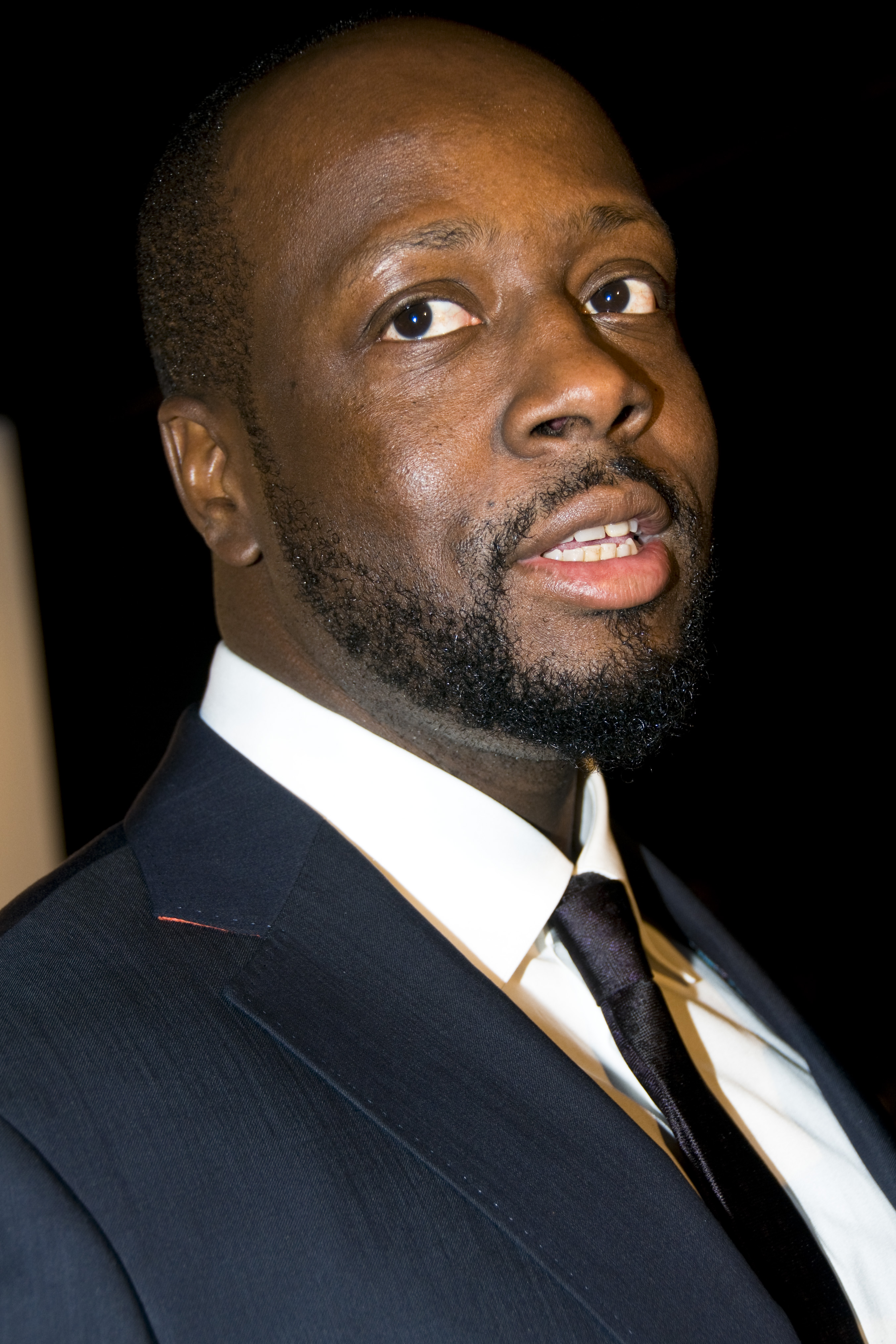
Tendo anteriormente colaborado com Shakira em "Hips Don't Lie", Wyclef Jean (foto) foi destaque na música "Spy" em She Wolf.

Em 2005, Shakira alcançou sucesso internacional com o lançamento de seu quarto e quinto álbuns de estúdio, Fijación Oral, Vol. 1 e Oral Fixation, Vol. 2, que gerou os singles "La Tortura" e "Hips Don't Lie", respectivamente, que tornaram-se sucessos comerciais. Para divulgar os dois materiais, ela embarcou na turnê Oral Fixation (2006-07), que arrecadou mais de US$ 100.000.000. Um ano após a digressão ser concluída, a artista assinou um contrato de 10 anos com a Live Nation, o que levou a Forbes lhe considerar como a quarta cantora mais bem paga da história.
Mais tarde, Shakira começou a trabalhar em She Wolf, que foi gravado principalmente no estúdio Compass Point, situado nas Bahamas. Em entrevista à revista musical Rolling Stone, Shakira disse que escolheu especificamente este estúdio após descobrir que ele já havia sido utilizado para sessões de gravação de artistas como Bob Marley, The Cure e AC/DC, de quem ela é fã. Ao contrário da maioria de seus projetos anteriores, que eram predominantemente compostos por estilos como o pop latino e o pop rock, She Wolf é um álbum electropop com influências musicais da música do mundo. Quando questionada pelo motivo das influências eletrônicas do álbum, Shakira respondeu:
| “ | Eu fiquei bastante curiosa e intrigada sobre o mundo do electropop, e tudo tem seu tempo. Eu queria ter certeza de que este álbum era muito baixo e de que ele iria fazer pouco sucesso, e eu queria me concentrar na batida. Mas a minha música, até certo ponto, é muito complexa — porque eu sempre tento experimentar sons de outras partes do mundo". | ” |

Explicando o significado do título, Shakira disse que "'loba' é a mulher do nosso tempo. A mulher que sabe o que quer e que é livre de preconceitos e ideias preconcebidas. Ela defende seus desejos mais profundos, com dentes e garras, como um animal selvagem". Shakira e Amanda Ghost foram as produtoras executivas do álbum e escolheram diversos profissionais para produzir as faixas, como Pharrell Williams, membro do duo produtor The Neptunes; ele co-compôs quatro das faixas do álbum, ao lado de Shakira. Outros colaboradores incluem John Hill, Sam Endicott, e Timbaland. Shakira disse mais tarde que a sua colaboração com Williams a ajudou a aprender muito, observando que "quando você colabora com alguém, você sempre tenta capturar algo da outra pessoa, e eu aprendi muito com o método dele". A artista revelou que Williams e Chad Hugo — o segundo membro do The Neptunes — prepararam quatro faixas em cinco dias, e comentou que "o que foi interessante é que ele é muito rápido e imediato no estúdio, e eu sou um pouco mais lenta [em comparação a ele]".
Endicott, músico e vocalista da banda pós-punk estadunidense The Bravery, foi chamado pessoalmente por Shakira para co-compor a faixa-título do álbum, juntamente com Hill. Ele explicou como os dois começaram a trabalhar na faixa, dizendo que "[ao entrar] em contato com ele [Hill], perguntei se ele já tinha alguma coisa. Ele não tinha nada em mente. Nós apenas fizemos a coisa de forma independente, e então ela gostou muito, e cantou sobre isso. Ela usou algumas das melodias que colocamos lá dentro e, em seguida, escreveu essas letras malucas sobre ser um lobisomem. E foi assim que aconteceu". O rapper haitiano Wyclef Jean, que já havia colaborado com Shakira como artista convidado em "Hips Don't Lie", falou sobre sua química com ela, dizendo: "Eu tenho uma química natural com Shakira. Eu amo a vibração latina. A vibração libanesa. Adoro o aspecto multicultural do CD. Nos dias de hoje, é difícil você pegar um CD e amá-lo do começo ao fim. Shakira representa por completo 'você tocar o CD, e ele todo arrasar'". Em She Wolf, Jean aparece como um artista convidado na faixa "Spy".

## Música e letras
"Minha maior motivação foi fazer um álbum com o qual as pessoas pudessem se divertir e esquecer seus problemas. Com influência de dance. feitos para as baladas. Eu quero que as pessoas se divirtam com isso. Esqueça os problemas. Esqueçam as crise. Esqueça tudo por um minuto - pelo menos enquanto escutarem as músicas.

—Shakira, falando sobre sua motivação por trás do disco, para a MTV News.
She Wolf é principalmente um álbum de electropop, que combina influências de estilos musicais de vários países e regiões, como África, Colômbia, Índia e Oriente Médio. Shakira denominou o álbum de uma "viagem experimental sonora" e disse que pesquisou música folclórica de diferentes países para "combinar elementos eletrônicos com sons mundiais, pandeiros, clarinetes, música clássica indiana, dancehall, etc." A faixa-título é um exemplo da produção de música eletrônica no álbum e é composto de guitarras de música disco dos anos 70 e um "monte de efeitos robôs". "Did It Again" é uma música de electropop midtempo que contém elementos de samba. A influência de músicas do mundo em músicas como "Why Wait" e "Gypsy", a primeira é uma musica de eletro-funk, baseada em sintetizadores com cordas do Oriente Médio, inspiradas em Led Zeppelin, enquanto a última está incluída como alguma coisa mais próxima de música acústica no álbum e "possui instrumentações de bandolim, banjo, sitar e tabla. Faixas como "Long Time" e "Good Stuff" exibem elementos dancehall, eletrônica e pop latino. Os críticos encontraram a faixa de eletropop estilizada dos anos 80 "Men in This Town", semelhante ao trabalho da banda americana No Doubt. A colaboração de Wyclef Jean em "Spy", uma fusão de música disco e R&B, que é descrita como sensual e brincalhona. Elementos de música rock também estão presentes no álbum, principalmente evidentes na "ruidosa" canção de arena rock "Mon Amour". A faixa de bônus dos EUA "Give It Up To Me", mistura música pop e hip hop com um rap brincalhão de Lil Wayne. Shakira queria ter certeza de que os "objetivos fossem realmente atingidos", as faixas de She Wolf, ficaram de forma "muito grave". Ela revelou que não fazia ideia de como o álbum soaria no fim, descrevendo-o como "parado na frente de uma tela branca", mas admitiu que sabia que queria fazer um álbum com influência eletrônica desde o início.
As letras das faixas de She Wolf, de acordo com Shakira, foram escritas numa perspectiva muito feminina. Ela atribuiu isso a sua crescente maturidade, observando "Eu acho que talvez porque eu me sinto mais mulher hoje". Muitas das músicas se concentram em "emoções que uma mulher experimenta quando está apaixonada ou com ciúmes, fantasias, devaneios", que a cantora disse que se baseavam em conversas, com namoradas que estão lutando com suas próprias vidas amorosas. Esta questão aborda de forma proeminente a faixa "Men in This Town", na qual Shakira canta sobre a falta de solteiros disponíveis em Los Angeles. A música contém referências aos atores americanos Angelina Jolie e Matt Damon, o último de quem Shakira conheceu pessoalmente em destinos populares como o SkyBar. Jocelyn Vena da MTV, comentou que "Shakira não teve medo de ficar um pouco louca quando chegou a letra de She Wolf". Em uma entrevista com Jim Cantiello, a cantora foi solicitada pelo motivo de letras como "Estou tão feliz que eu deveria ser processada" (na faixa "Long Time"), para o qual Shakira respondeu "Talvez tenha rimado. Não preciso Explicar minhas próprias letras, vocês sabem." Em "Mon Amour", ela deseja que seu ex-namorado e sua nova namorada tenham umas terríveis férias em Paris e sejam comidos vivos por "pulgas francesas". Outros temas que o álbum toca incluem a vida noturna, o sexo e a sedução, em músicas como "Did It Again" e "Spy". O crítico da Rolling Stone, Jody Rosen, rotulou este último como "uma meditação sobre a masturbação".

## Lançamento e promoção

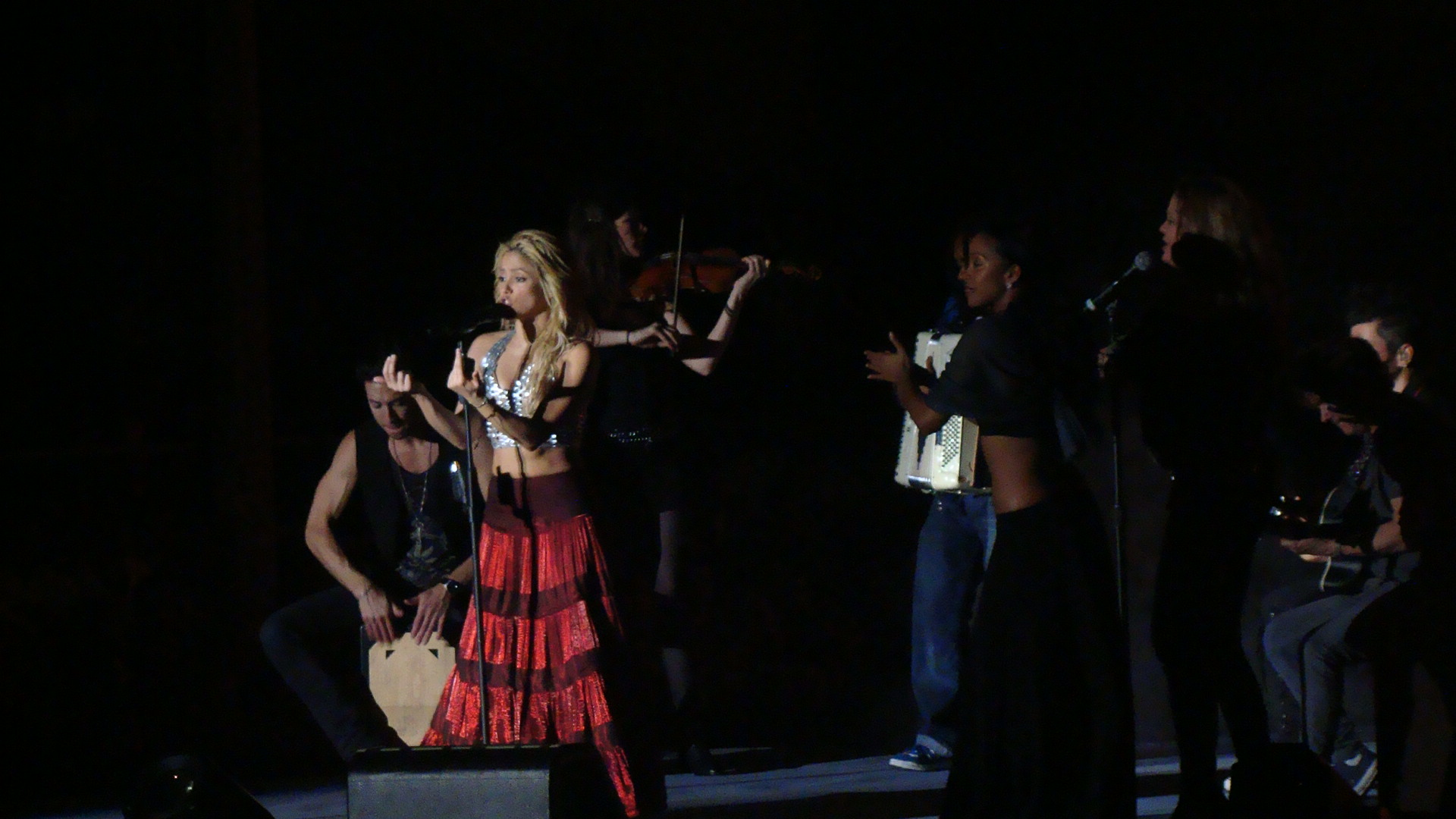
Shakira interpretando Gitana durante el Sale el Sol World Tour, el 6 de marzo de 2011, en Punta del Este, Uruguay.

She Wolf foi lançado em 9 de outubro de 2009, na Alemanha, Áustria, Bélgica, Itália, Irlanda, Holanda e Suíça. No resto da Europa e América Latina, o álbum foi lançado em 12 de outubro, com lançamentos seguidos na Espanha, no Japão e na Austrália. Ele estava programado para ser lançado em 13 de outubro nos Estados Unidos, mas foi adiado e foi lançado em 23 de novembro. Produzida por Timbaland a faixa "Give It Up to Me" na lista de faixas da versão dos EUA do álbum. Em 2010, She Wolf foi reeditado como "Loba" em países hispânicos e apresentou remixes adicionais das músicas de língua espanhola no álbum original.

## Singles

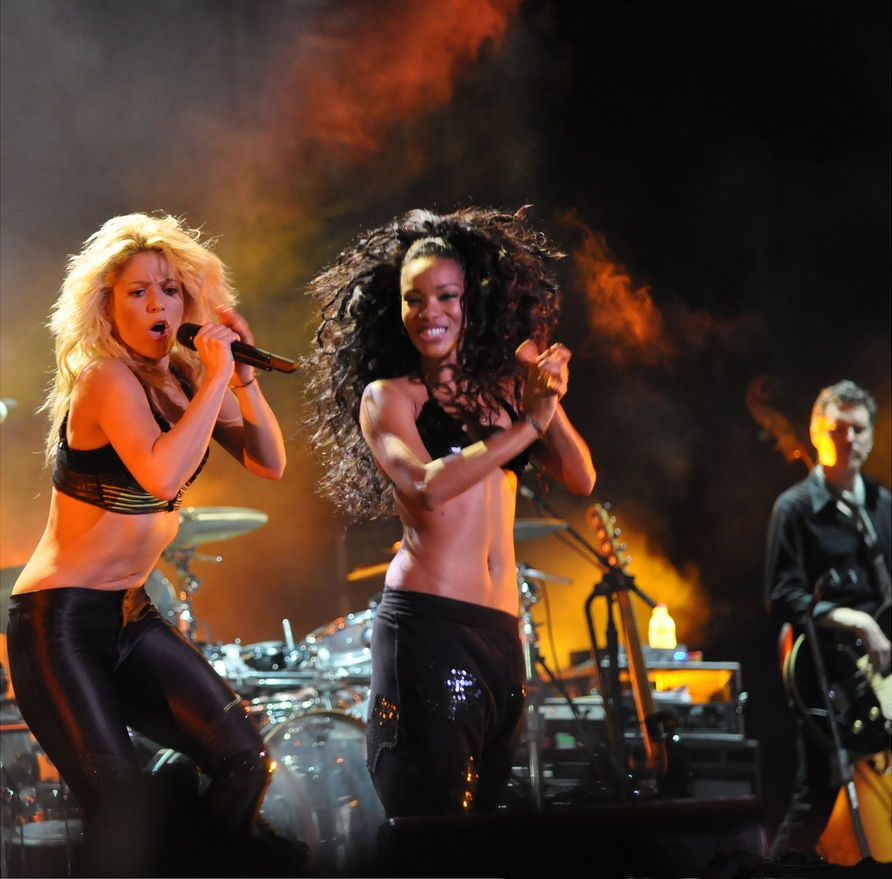
Shakira performando o single "She Wolf", durante a série de shows da The Sun Comes Out World Tour.

A faixa-título "She Wolf", foi lançada como single principal do álbum em 10 de julho de 2009. Foi bem recebido por críticos de música, que elogiaram suas influências de discotecas e letras incomuns. Comercialmente, a música foi um sucesso e entrou no top 10 de países como Bélgica, Itália, Alemanha, Espanha e Reino Unido. Nos Estados Unidos, atingiu o número 11 no Billboard Hot 100 e no número um no Billboard Hot Dance Club Songs. "Loba", a versão em espanhol da música, alcançou o número um nas paradas da Billboard Hot Latin Songs and Tropical Songs charts. Um videoclipe de acompanhamento foi dirigido para a música de Jake Nava, e apresenta Shakira dançando em vários ambientes como uma caverna vermelha e uma gaiola de ouro.
"Did It Again" foi lançado como o segundo single do álbum em todo o mundo em 16 de outubro de 2009, excluindo os Estados Unidos, onde foi substituído por "Give It Up to Me". A música foi recebida com críticas positivas dos críticos de música e foi elogiada por suas composições expressivas. Comercialmente, a música foi moderadamente bem sucedida e entrando no top 20 de vários países. Nos Estados Unidos, "Did It Again" atingiu o primeiro lugar na Billboard Hot Dance Club Songs. A versão em espanhol da música "Made It Done" alcançou o número seis no quadro da Billboard Hot Latin Songs chart e no número 11 no quadro da Billboard Tropical Songs. Um videoclipe de acompanhamento para a música foi dirigido por Sophie Muller e apresenta Shakira lutando contra um homem em um quarto.
"Give It Up to Me", que apresenta vocais do rapper americano Lil Wayne, foi lançado como o terceiro single do álbum. Foi lançado oficialmente apenas nos Estados Unidos, em 26 de outubro de 2009. A música recebeu críticas favoráveis dos críticos de música e foi apreciada pela sua produção. Chegando no número 29 no Billboard Hot 100 e no número 23 nas paradas de Canções pop. Um videoclipe de acompanhamento para a música foi dirigido por Sophie Muller e apresenta cenas de Shakira e Lil Wayne intercalado entre as cenas da cantora dançando.
"Gypsy" foi lançado como o quarto e último single do álbum em 26 de março de 2010. A música gerou uma resposta positiva dos críticos de música, muitos dos quais elogiaram sua produção de estilo acústico. Comercialmente, o single foi um sucesso e entrou no top 10 em países como Alemanha, México e Espanha. "Gypsy" alcançou o número 65 na parada da Billboard Hot 100 chart, enquanto a versão em espanhol da música "Gypsy", atingiu o pico de sexto lugar na parada da Billboard Hot Latin Songs. Um videoclipe de acompanhamento para a música, dirigido por Jaume de Laiguana, contem a presença do tenista profissional espanhol Rafael Nadal, interpretando o namorado da cantora.

### Turnê

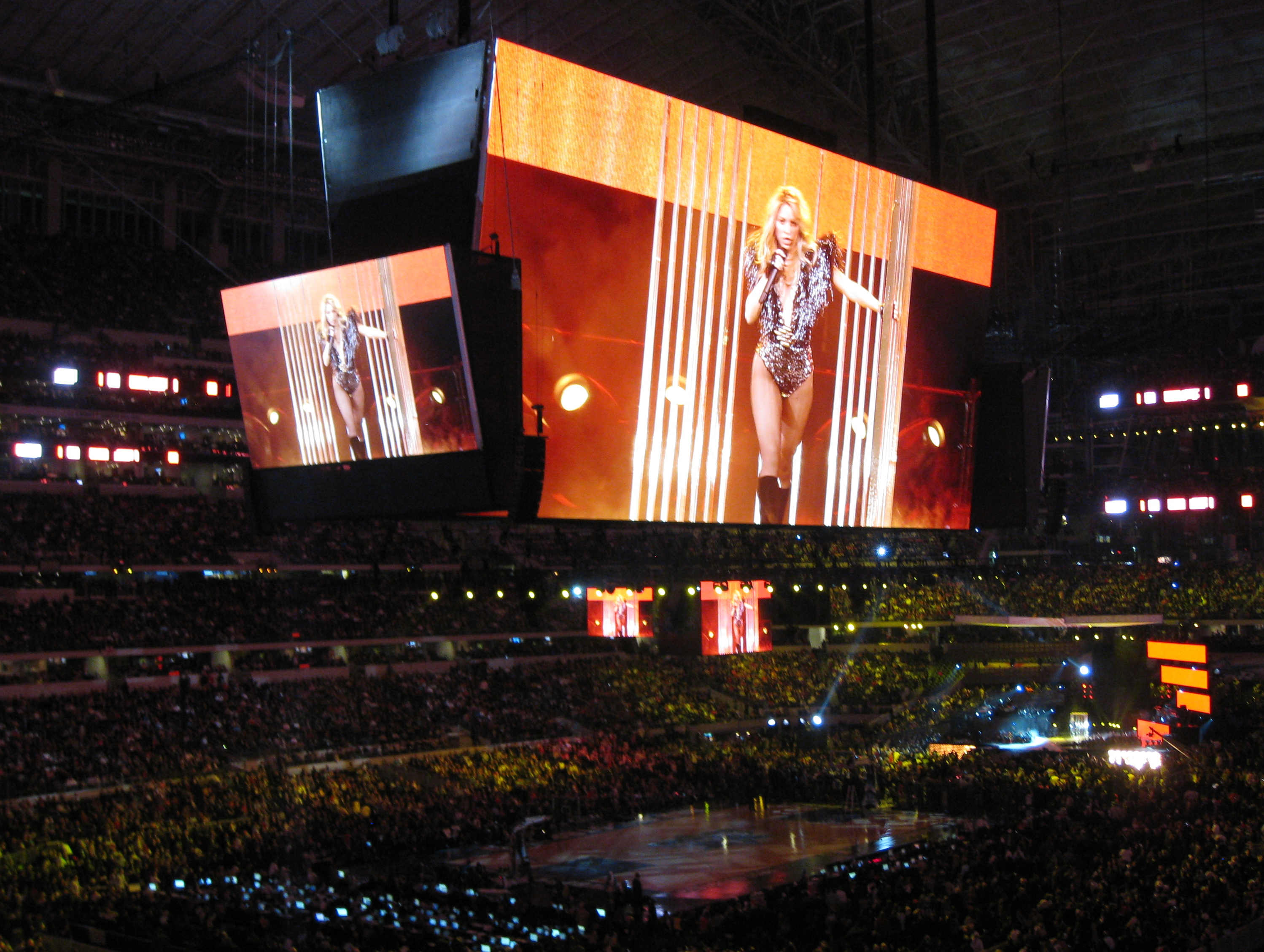
Shakira apresentando "She Wolf" durante o All-Star Game da NBA de 2010.

Shakira embarcou na The Sun Comes Out World Tour no final de 2010, para promover She Wolf junto com seu nono álbum de estúdio Sale el Sol. O site oficial da Shakira anunciou pela primeira vez os três locais iniciais da parte norte-americana da turnê em 3 de maio de 2010, e posteriormente, 22 locais a mais foram incluídos. Após um show especial de pré-lançamento da turnê realizado em Montreal, Canadá, em 2 de agosto de 2010, a parte norte-americana da turnê começou em Uncasville, Connecticut, em 17 de setembro, e encerrou-se em Rosemont, Illinois, em 29 de outubro de 2010. As datas iniciais para a etapa européia da turnê foram anunciadas em 28 de junho de 2010, e posteriormente, 22 outros shows foram adicionados. A etapa européia da turnê foi planejada para começar em Lyon, França, em 16 de novembro e terminou em Londres, Inglaterra, em 20 de dezembro de 2010. Os bilhetes para as datas iniciais da parte européia foram logo esgotados e Shakira estendeu a turnê em 2011, começando por anunciar o show em Paris, França; Locais em países como Croácia, Rússia, Espanha e Suíça foram adicionados em breve. A etapa latino-americana da turnê foi uma parte do Pop Festival, que foi anunciado como uma iniciativa para trazer estrelas da música internacional para a América Latina. As primeiras datas de turnê para a parte foram anunciadas em 3 de dezembro de 2010, e em seguida, shows em países como Argentina, Brasil, Colômbia e México foram adicionados às novas datas da turnê.
A faixa-título, "Why Wait" e "Gypsy" foram as únicas músicas de She Wolf a serem incluídas no set-list da turnê. O palco foi moldado como a letra "T" para permitir que a quantidade máxima de telespectadores vejam Shakira facilmente. Uma grande tela estava projetada atrás do palco, em que foram projetadas várias imagens, projetadas pela agência de entretenimento Loyalkaspar. Para o desempenho, a cantora usava principalmente um top de malha cor de ouro e uma calça de couro apertada. Outros atuais que Shakira usou durante os shows de shows incluíram um vestido rosa com capuz, uma saia de flamenco e um vestido azul plumoso.
As apresentações do shows foram bem recebidos pelos críticos, muitos dos quais elogiaram o carisma de Shakira exibido durante os espetaculos. Comercialmente, a turnê foi um sucesso. Classificou-se no número 40 na lista de "Top 50 North American Tours" da Pollstar, de 2010, que arrecadou um total de US$ 16,9 milhões no continente, com vendas totais de ingressos no valor de 524.723. Na América do Norte, a turnê vendeu uma média de 9.335 ingressos e um total de 205.271 ingressos. A turnê foi um sucesso maior em todo o mundo, classificando-se no número 20 no "Top 25 Worldwide Tours" da Pollstar 2011, com um total bruto de US$ 53,2 milhões e vendas de ingressos no valor de 692,064. Um álbum ao vivo do show realizado no Palais omnisports de Paris-Bercy em Paris, na França, foi lançado como Live from Paris, em 5 de dezembro de 2011.

## Recepção da crítica
| Críticas profissionais | Críticas profissionais |
| Avaliações da crítica  | Avaliações da crítica  |
| Fonte                  | Avaliação              |
| ---------------------- | ---------------------- |
| Allmusic               | [ 24 ]                 |
| Billboard              | 60/100                 |
| The Daily Telegraph    | [ 83 ]                 |
| Entertainment Weekly   | (A—)                   |
| The Guardian           | [ 85 ]                 |
| MusicOMH               | [ 86 ]                 |
| The New York Times     | Desfavorável           |
| The Observer           | [ 88 ]                 |
| Rolling Stone          | [ 26 ]                 |
| Slant                  | [ 2 ]                  |

Na Metacritic, que atribui uma classificação normalizada de 100, das críticas dos críticos mainstream, She Wolf recebeu uma pontuação média de 72 com base em 15 comentários, indicando "revisões em sua maioria favorável". Stephen Thomas Erlewine da AllMusic, deu ao álbum uma revisão muito positiva e concluiu que She Wolf é uma "celebração de toda a estranha sensualidade que sai à noite". Simon Vozick-Levinson, da Entertainment Weekly, elogiou a produção e a música do álbum, chamando o álbum de "uma das dinâmicas de dança de piso mais invulgarmente eficaz, que você provavelmente encontrará durante todo o ano". David Balls da Digital Spy, elogiou a habilidade de Shakira de "misturar a influência eclética de suas influências, em uma coleção de músicas escuras e coesas", mas também observou que alguns fãs podem ficar decepcionados com o fato de que "She Wolf dos lançamentos pop-latinos de Shakira, em favor de um som que atrairá as estações de rádio em todo o mundo ". Neil McCormick do The Daily Telegraph, elogiou a inventividade de Shakira no álbum e resumiu a revisão dizendo que "elementos incongruentes só aumentam a perfeição do She Wolf de Shakira". Michael Cragg da MusicOMH, destacou as faixas produzidas por The Neptunes como o melhor do álbum, e também observou que são "músicas dizem muito sobre Shakira e não são apenas músicas produzidas por The Neptunes". Johnny Davis do The Observer, marcou o álbum como "incrivelmente brilhante", enquanto Mike Diver da BBC Music, achava que era "talvez o álbum pop mais diversificado de 2009". Jody Rosen, da Rolling Stone, também foi positivo em relação ao álbum e chamou Shakira de "encantadora" - a estrela do mundo que você pode abraçar". Joey Guerra da Seattle Post-Intelligencer, deu ao álbum uma crítica muito positiva, elogiando a exploração da música mundial de Shakira e sua experimentação, dizendo que "todas as músicas vão para lugares completamente inesperados, passando de um brilho perfeitamente comercial ao pop vanguardista". Ele também elogiou a produção do Neptune, chamando-o de o lançãmento mais atraente e consistente de "Shakira desde o Dónde están los ladrones? de 1998" e concluiu que "Shakira criou alguns dos mais maravilhosos lançamentos do ano passado". Além disso, a crítica sentiu que Shakira não havia abandonado completamente suas raízes musicais e comentou: "os rumores da identidade latente desaparecendo de Shakira têm sido grosseiramente exagerados".
Ayala Ben-Yehuda da Billboard, observou positivamente que o álbum era "certamente mais aventureiro do que qualquer coisa de já antes lançada", mas sentiu que sua execução parecia um "pouco forçada". Ela destacou as faixas "Gypsy" e "Why Wait" como destaques do álbum. Sal Cinquemani da Slant Magazine, pensou que "ela (Shakira) ficou muito bem ao som (eletro-pop)", mas sentiu que o álbum tinha um "problema de identidade". Ben Ratliff, do The New York Times, deu uma crítica negativa e criticou as produções da Neptunes. Eu concluí a revisão dizendo que "não deveria haver uma edição americana de Shakira: você apenas a leva, em toda a sua maldade, ou a deixa".

### Reconhecimento
Ela Wolf foi incluída nas listas de "Álbuns favoritos" do ano de fim de ano do AllMusic, "Álbuns Pop favoritos" e "Álbuns favoritos". Na cerimônia de premiação Premios Oye!, o álbum recebeu uma indicação na categoria "Álbum espanhol do ano". Na cerimônia de premiação Shock 2010, foi nomeado "Álbum do Ano". Shakira foi indicada a "Best International Female Solo Artist" no Brit Awards de 2010; Foi sua segunda indicação para o prêmio.

## Desempenho comercial
She Wolf alcançou sucesso comercial internacional. Na Áustria, o álbum entrou e alcançou o número quatro da Ö3 Austria Top 40, ficando no quadro por um total de 15 semanas. Depois de estrear no número sete na Lista de álbuns franceses, She Wolf seguiu na parada por um total de 79 semanas. O Syndicat National de l'Édition Phonographique (SNEP) certificou o álbum de ouro pelas vendas de 50.000 cópias. She Wolf estreou no topo da lista de álbuns irlandeses, deslocando o álbum do álbum de Madonna, Celebration, da posição superior. Foi, portanto, certificado de ouro pela Irish Recorded Music Association (IRMA). Na Itália, o álbum entrou no top 20 do FIMI Albums Chart, no número sete e depois alcançou o número um por duas semanas consecutivas. Tornou-se o primeiro álbum de estúdio de Shakira a alcançar o número um no país. Ela permaneceu no quadro por um total de 20 semanas e foi certificado de platina por mais de 60 mil cópias no país. Em Portugal, o álbum estreou fora dos 10 melhores álbuns, mas voltou a inserir o gráfico na posição máxima do número 5. Sua permanência total no gráfico, no entanto, foi curta e durou cinco semanas. She Wolf tornou-se o primeiro álbum de estúdio de Shakira, desde o Laundry Service (2001), a alcançar o número um na lista de álbuns suíços, depois que estreou no primeiro lugar. O álbum apareceu no gráfico por 46 semanas no total. A Federação Internacional de Indústria Fonográfica (IFPI), sendo certificado de ouro, pelas mais de 15.000 unidades comercializadas na Suíça. No Reino Unido, o álbum entrou e chegou ao número quatro no UK Albums Chart e permaneceu por sete semanas dentro do top 40. She Wolf foi certificado de ouro, pela British Phonographic Industry (BPI), por vender mais de 100 mil unidades na região.
A versão em espanhol do álbum, Loba, foi um sucesso na América Latina. Atingiu o número um na tabela de álbuns na Argentina e foi certificado de ouro por vender mais de 20 mil unidades no país. No México, estreou no número um na Lista de Álbuns Mexicanos. O sucesso do álbum no país foi tanto que vendeu mais de 90 mil unidades dentro de uma semana e foi certificado de platina e ouro pela Asociación Mexicana de Productores de Fonogramas y Videogramas (AMPROFON). Permaneceu no topo da tabela por quatro semanas consecutivas, enquanto a sua permanência total durou 43 semanas. A AMPROFON eventualmente certificou o álbum com dupla platina pelas vendas de 120 mil unidades. Na Espanha, o álbum entrou e chegou ao segundo lugar na Parada de álbuns espanhóis, permanecendo no quadro por um total de 54 semanas. Loba foi certificado de platina pela Productores de Música de España (PROMUSICAE) pelas vendas de 60.000 unidades. Dois meses após o seu lançamento, She Wolf vendeu 1,5 milhão de cópias na Europa e na América Latina. Nos Estados Unidos, She Wolf estreou e atingiu o número 15 no Billboard 200, com vendas de 89 mil unidades. O álbum passou um total de 14 semanas no gráfico. O mais fraco desempenho de Shakira em 10 anos e tornou-se seu primeiro álbum de estúdio desde Dónde Están los Ladrones? (1998), a não atingir nem um número dentro do top 10. De acordo com a Nielsen SoundScan, o álbum vendeu 303 mil cópias nos EUA, desde maio de 2010. No gráfico de álbuns digitais, o álbum alcançou o número oito, gastando um total de uma semana no gráfico. Os meios de comunicação creditaram a má performance do álbum no país devido ao envolvimento do Ghost, particularmente sua decisão de último minuto em atrasar o lançamento de "Give It Up to Me" à lista de faixas, "depois que já havia sido terminado e pronto para lançamento." 20 meses depois de sua entrada como presidente da Epic, Ghost foi demitido da gravadora. She Wolf foi o 47º álbum mais vendido do mundo em 2009, de acordo com o IFPI.

## Faixas
| N.º            | Título                  | Letras                                                      | Música                           | Produtor(es)                             | Duração |  |
| 1.             | "She Wolf"              | Shakira                                                     | Shakira, John Hill, Sam Endicott | Shakira, Hill                            | 3:10    |  |
| 2.             | "Did It Again"          | Shakira, Pharrell Williams                                  | Shakira, Williams                | Shakira, The Neptunes                    | 3:13    |  |
| 3.             | "Long Time"             | Shakira, Williams                                           | Shakira, Williams                | Shakira, The Neptunes                    | 2:56    |  |
| 4.             | "Why Wait"              | Shakira, Williams                                           | Shakira, Pharrell Williams       | Shakira, The Neptunes                    | 3:43    |  |
| 5.             | "Good Stuff"            | Shakira, Williams                                           | Shakira, Pharrell Williams       | Shakira, The Neptunes                    | 3:18    |  |
| 6.             | "Men in This Town"      | Shakira                                                     | Shakira, Hill, Endicott          | Shakira, Hill                            | 3:36    |  |
| 7.             | "Gypsy"                 | Amanda Ghost, Shakira, Ian Dench, Carl Sturken, Evan Rogers | Ghost, Shakira, Sturken, Rogers  | Shakira, Ghost, Lukas Burton, Future Cut | 3:18    |  |
| 8.             | "Spy" (com Wyclef Jean) | Shakira, Jean                                               | Shakira, Jean                    | Shakira, Jean, Jerry Duplessis           | 3:27    |  |
| 9.             | "Mon Amour"             | Shakira, Albert Menendez                                    | Shakira, Menendez                | Shakira, Hill                            | 4:06    |  |
| 10.            | "Lo Hecho Está Hecho"   | Shakira, Jorge Drexler                                      | Shakira, Williams                | Shakira, The Neptunes                    | 3:13    |  |
| 11.            | "Años Luz"              | Shakira, Drexler                                            | Shakira, Williams                | Shakira, The Neptunes                    | 3:44    |  |
| 12.            | "Loba"                  | Shakira, Drexler                                            | Shakira, Hill, Endicott          | Shakira, Endicott                        | 3:09    |  |
| Duração total: | Duração total:          | Duração total:                                              | Duração total:                   | Duração total:                           | 40:50   |  |

| Faixa bônus japonesa |                              |                |                         |                       |         |  |
| N.º                  | Título                       | Letras         | Música                  | Produtor(es)          | Duração |  |
| 13.                  | "Loba" (Calvin Harris Remix) | Shakira        | Shakira, Hill, Endicott | Shakira, Hill, Harris | 4:46    |  |
| Duração total:       | Duração total:               | Duração total: | Duração total:          | Duração total:        | 45:36   |  |

| Faixas bônus da iTunes Store mexicana |                                             |         |  |
| N.º                                   | Título                                      | Duração |  |
| 13.                                   | "Give It Up to Me" (com Lil Wayne)          | 3:06    |  |
| 14.                                   | "Did It Again" (Remix) (com Kid Cudi)       | 3:50    |  |
| 15.                                   | "Gypsy" (Live)                              | 3:27    |  |
| 16.                                   | "She Wolf" (Live)                           | 3:11    |  |
| 17.                                   | "Lo Hecho Está Hecho" (Remix) (com Pitbull) | 4:24    |  |

| Versão deluxe |                                                |         |  |
| N.º           | Título                                         | Duração |  |
| 1.            | "She Wolf"                                     | 3:10    |  |
| 2.            | "Did It Again"                                 | 3:13    |  |
| 3.            | "Long Time"                                    | 2:56    |  |
| 4.            | "Why Wait"                                     | 3:42    |  |
| 5.            | "Good Stuff"                                   | 3:17    |  |
| 6.            | "Men in This Town"                             | 3:35    |  |
| 7.            | "Gypsy"                                        | 3:18    |  |
| 8.            | "Spy" (com Wyclef Jean)                        | 3:27    |  |
| 9.            | "Mon Amour"                                    | 4:06    |  |
| 10.           | "Loba" (She Wolf em espanhol)                  | 3:08    |  |
| 11.           | "Lo Echo Está Echo" (Did it Again em espanhol) | 3:12    |  |
| 12.           | "Años Luz" (Why Wait em espanhol)              | 3:41    |  |
| 13.           | "Give It Up to Me" (com Lil Wayne)             | 3:06    |  |
| 14.           | "Did It Again" (Remix com Kid Cudi)            | 3:47    |  |
| 15.           | "Gypsy" (Live)                                 | 3:28    |  |
| 16.           | "She Wolf" (Live)                              | 3:09    |  |

| Bônus da edição deluxe em DVD |                          |         |  |
| N.º                           | Título                   | Duração |  |
| 17.                           | "She Wolf" (Vídeo Clipe) | 3:48    |  |
| 18.                           | "The Making of She Wolf" | 16:33   |  |
| 19.                           | "Gypsy" (Live)           | 3:28    |  |
| 20.                           | "Why Wait" (Live)        | 3:24    |  |

## Créditos
Créditos adaptados do Allmusic.
- Mert Ala → fotografia
- Michael Brauer → engenharia
- Lukas Burton → produção
- Míguel Bustamante → assistência de mixagem
- Gustavo Celis → engenharia, engenharia de mixagem, engenharia vocal, mixagem vocal
- Olgui Chirino → vocais
- Pamela Quinlan → arranjo vocal, vocais
- Dave Clauss → engenharia
- Andrew Coleman → arranjamento, edição digital, engenharia
- Jorge Drexler →  letra
- Jerry Duplessis → produção
- Future Cut → produção
- Amanda Ghost →  produção
- Ryan Gilligan → assistente de mixagem
- Hart Gunther → assistente de engenharia
- Will Hensley → assistente de mixagem
- Mario Inchausti → arranjo vocal
- Wyclef Jean →  produção, produção vocal
- Alladin El Kashef → engenharia
- Jaume Laiguana → direção de arte, design
- Michael Larson → assistente de engenharia
- Alex Leader → engenharia
- Stephen Marcussen → masterização
- PJ McGinnis → assistente de engenharia
- Vlado Meller → masterização
- Miami Symphonic Strings → arranjos de cordas
- Walter Murphy → arranjos de cordas
- The Neptunes → produção
- Jessica Nolan → supervisor de projeto
- Dave Pensado → engenharia de mixagem
- Marcus Piggott → fotografia
- Ed Rack → engenharia
- Hossam Ramzy → percussão, arranjos de cordas
- Andros Rodriguez → edição digital, engenharia, mixagem, engenharia vocal
- Christina Rodriguez → direção de arte, design
- Shakira – direção de arte, design, letras, percussão, produção, arranjos de cordas, arranjos vocais, vocais de apoio
- Jon Secada → arranjo vocal
- Serge Tsai → engenharia, engenharia vocal
- Sergio "Sergical" Tsai → engenharia de mixagem
- Joe Vilicic → engenharia
- William Villane → assistente de engenharia
- Lawson White → arranjos de cordas
- Ed Williams → engenharia vocal
- Andrew Wuepper → assistente de mixagem

## Desempenho nas tabelas musicais
| Tabelas musicais (2009)                   | Melhor posição |
| ----------------------------------------- | -------------- |
| Alemanha (German Albums Chart)            | 3              |
| Argentina (Argentina Albums Chart)        | 1              |
| Áustria (Austria Albums Chart)            | 4              |
| Bélgica (Belgian Albums Chart (Flanders)) | 12             |
| Bélgica (Belgian Albums Chart)            | 11             |
| Brasil (TOP 20 Semanal)                   | 11             |
| Canadá (Canadian Albums Chart)            | 18             |
| Espanha (Spanish Albums Chart)            | 2              |
| EUA (Billboard 200)                       | 15             |
| Europa (European Top 100 Albums)          | 2              |
| Finlândia (Finnish Albums Chart)          | 21             |
| França (French Albums Chart)              | 7              |
| Hungria (Hungarian Albums Chart)          | 23             |
| Irlanda (Irish Albums Chart)              | 1              |
| Itália (Italian Albums Chart)             | 1              |
| Japão (Japanese Albums Chart)             | 26             |
| México (Mexican Albums Chart)             | 1              |
| Noruega (Norwegian Albums Chart)          | 24             |
| Países Baixos (Dutch Albums Chart)        | 5              |
| Reino Unido (UK Albums Chart)             | 4              |
| Suécia (Swedish Albums Chart)             | 23             |
| Suíça (Swiss Albums Chart)                | 1              |

| Chart (2009)                       | Posição |
| ---------------------------------- | ------- |
| Argentina (Argentine Albums Chart) | 16      |
| Espanha (Spanish Albums Chart)     | 38      |
| França (French Albums Chart)       | 121     |
| Suíça (Swiss Album Chart)          | 78      |
| Chart (2010)                       | Posição |
| Espanha (Spanish Albums Charts)    | 24      |
| EUA (Billboard 200)                | 114     |
| Itália (Italian Albums Chart)      | 17      |
| Suíça (Swiss Albums Chart)         | 84      |

## Vendas e certificações
| Região                                                                                             | Certificação | Vendas   |
| -------------------------------------------------------------------------------------------------- | ------------ | -------- |
| Alemanha (BVMI)                                                                                    | Ouro         | 100,000^ |
| Argentina (CAPIF)                                                                                  | Ouro         | 20,000^  |
| Brasil (Pro-Música Brasil)                                                                         | Platina      | 40,000*  |
| Chile (IFPI Chile)                                                                                 | Ouro         | 10,000x  |
| Colômbia (ASINCOL)                                                                                 | 2× Platina   | 80,000x  |
| Espanha (PROMUSICAE)                                                                               | Platina      | 60,000^  |
| França (SNEP)                                                                                      | Ouro         | 50,000*  |
| Hungria (MAHASZ)                                                                                   | Ouro         | 3,000^   |
| Irlanda (IRMA)                                                                                     | Ouro         | 7,500^   |
| Itália (FIMI)                                                                                      | Platina      | 60,000*  |
| México (AMPROFON)                                                                                  | Platina+Ouro | 90,000^  |
| Polônia (ZPAV)                                                                                     | Ouro         | 10,000*  |
| Reino Unido (BPI)                                                                                  | Ouro         | 100,000  |
| Venezuela (APFV)                                                                                   | Platina      | 5,000x   |
| Resumo                                                                                             |              |          |
| CCG (IFPI)                                                                                         | Platina      | 6,000*   |
| *números de vendas baseados somente na certificação ^distribuições baseadas apenas na certificação |              |          |

## Histórico de lançamento
| Países         | Data                  | Formato                       | Gravadora             |
| -------------- | --------------------- | ----------------------------- | --------------------- |
| Áustria        | 9 de outubro de 2009  | Edição padrão (CD, digital)   | Sony Music            |
| Bélgica        | 9 de outubro de 2009  | Edição padrão (CD, digital)   | Sony Music            |
| Alemanha       | 9 de outubro de 2009  | Edição padrão (CD, digital)   | Sony Music            |
| Itália         | 9 de outubro de 2009  | Edição padrão (CD, digital)   | Sony Music            |
| Irlanda        | 9 de outubro de 2009  | Edição padrão (CD, digital)   | Sony Music            |
| Países Baixos  | 9 de outubro de 2009  | Edição padrão (CD, digital)   | Sony Music            |
| Suíça          | 9 de outubro de 2009  | Edição padrão (CD, digital)   | Sony Music            |
| Nova Zelândia  | 9 de outubro de 2009  | Edição padrão (CD, digital)   | Sony Music            |
| Colômbia       | 10 de outubro de 2009 | Edição padrão (CD, digital)   | Sony Music            |
| França         | 12 de outubro de 2009 | Edição padrão (CD, digital)   | Jive Epic, Sony Music |
| Reino Unido    | 12 de outubro de 2009 | Edição padrão (CD, Digital)   | RCA Records           |
| Reino Unido    | 12 de outubro de 2009 | Edição padrão (CD, Digital)   | RCA Records           |
| Dinamarca      | 12 de outubro de 2009 | Edição padrão (CD, Digital)   | Sony Music            |
| Finlândia      | 12 de outubro de 2009 | Edição padrão (CD, Digital)   | Sony Music            |
| Grécia         | 12 de outubro de 2009 | Edição padrão (CD, Digital)   | Sony Music            |
| Suécia         | 12 de outubro de 2009 | Edição padrão (CD, Digital)   | Sony Music            |
| Noruega        | 12 de outubro de 2009 | Edição padrão (CD, Digital)   | Sony Music            |
| México         | 12 de outubro de 2009 | Edição padrão (CD, Digital)   | Sony Music            |
| América do Sul | 12 de outubro de 2009 | Edição padrão (CD, Digital)   | Sony Music            |
| Portugal       | 12 de outubro de 2009 | Edição padrão (CD, Digital)   | Sony Music            |
| Espanha        | 13 de outubro de 2009 | Edição padrão (CD, Digital)   | Sony Music            |
| Argentina      | 13 de outubro de 2009 | Edição padrão (CD, Digital)   | Sony Music            |
| Japão          | 14 de outubro de 2009 | Edição padrão (CD, Digital)   | Sony Music Japan      |
| Brasil         | 15 de outubro de 2009 | Edição padrão (CD, Digital)   | Sony Music            |
| Turquia        | 22 de outubro de 2009 | Edição padrão (CD, Digital)   | Sony Music            |
| Austrália      | 6 de outubro de 2009  | Edição padrão (CD, Digital)   | Sony Music            |
| Canadá         | 23 de outubro de 2009 | Edição padrão (CD, Digital)   | Sony Music            |
| Estados Unidos | 23 de outubro de 2009 | Edição especial (CD, Digital) | Epic Records          |
| Argentina      | 22 de março de 2010   | Edição especial (CD, Digital) | Sony Music            |